# Sibe jezik
Sibe jezik (ISO 639-3: nco; nagovisi, sibbe, sibe-nagovisi), jedan od južnobugenvilskih jezika, kojim govori oko 5 000 ljudi (1975 SIL) u provinciji Bougainville u distriktu Buin, Papua Nova Gvineja.
Zajedno s još 5 drugih jezika čini podskupinu Nasioi.

## Vanjske poveznice
- Ethnologue (14th)
- Ethnologue (15th)
- [neaktivna poveznica]